# 에로피룸 카미니
에로피룸 카미니는 에로피룸속에 속하는 한 종이다.